# ۲۲ (قمری)
۲۲ (قمری)، بیست و دومین سال در گاهشماری هجری قمری است. اول محرم این سال برابر با سوم دسامبر سال ۶۴۲ میلادی است.

## رویدادها
- فتح همدان توسط مسلمانان
- فتح ری توسط مسلمانان
- فتح قومس (دامغان) توسط مسلمانان
- فتح آذربایجان توسط مسلمان
- فتح قزوین توسط مسلمانان
- صلح حاکمان گرگان و طبرستان با مسلمانان
- فرار یزدگرد سوم آخرین پادشاه ساسانی به خراسان
- فتح طرابلس در مغرب بدست عمروعاص
- برکناری عمار یاسر و از ولایتمداری کوفه به دست عمر

## درگذشتگان
- سراقه بن عمرو ملقب به ذوالنور صحابه پیامبر

## وابسته
- اسلام در جمهوری آذربایجان